# Ifigenia på Tauris (Gluck)

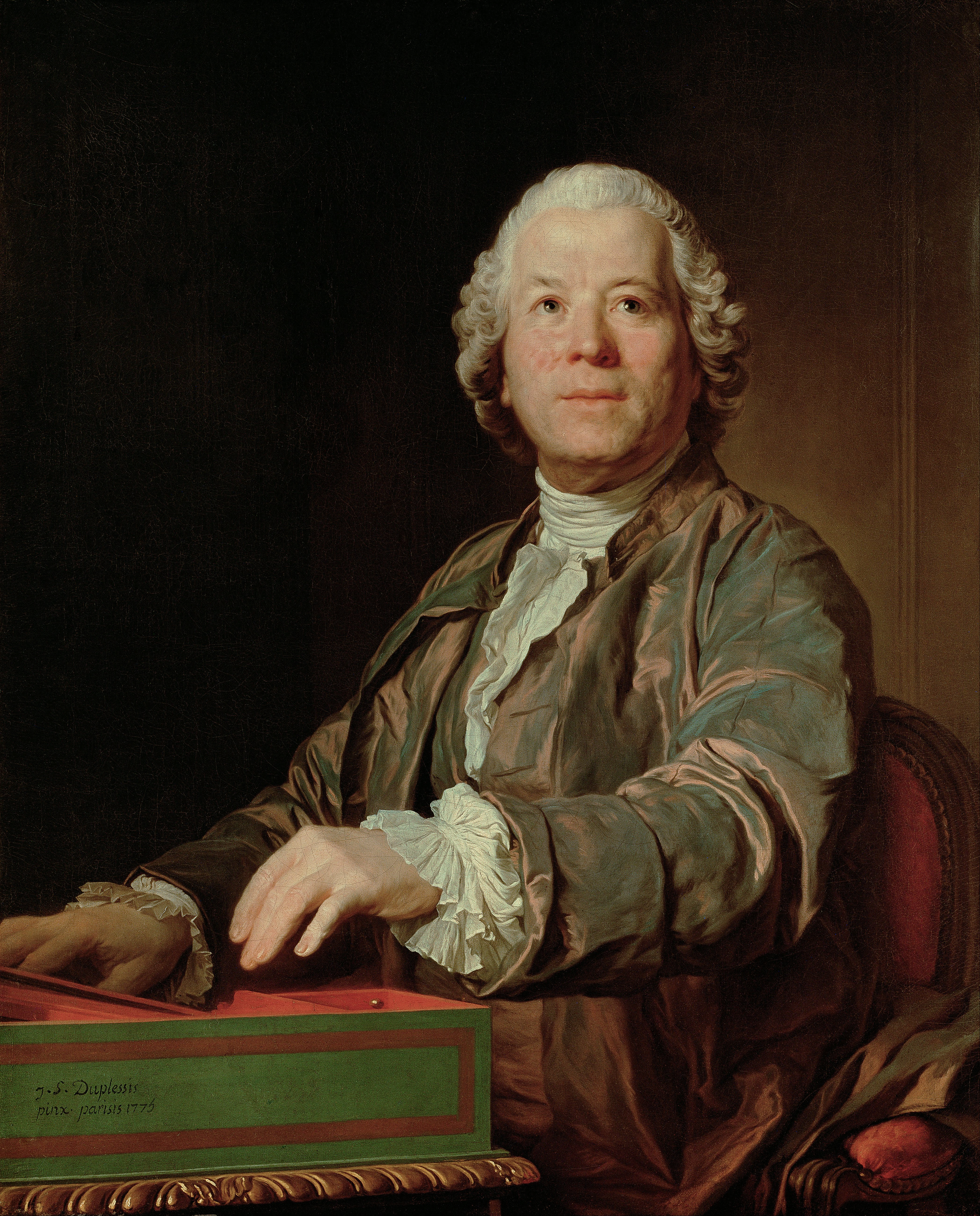
Christoph Willibald Gluck

Ifigenia på Tauris eller Iphigénie en Tauride är en opera (Tragédie lyrique) i fyra akter av Christoph Willibald Gluck med text av Nicolas-François Guillard efter Claude Guimond de la Touches tragedi Iphigénie en Tauride.

## Historia
Gluck började arbeta på Ifigenia på Tauris 1778 i Wien, men när han kom till Paris hade den nye operachefen beställt en opera på samma ämne av Glucks konkurrent Niccolò Piccinni. Piccinnis opera blev försenad i två år medan Glucks version blev en triumf. 
I Ifigenia på Tauris lyckades Gluck nå sina starkaste musikdramatiska effekter och komponera sin allra originellaste musik. Han hade nu helt lämnat seccorecitativen och byggt upp hela verket av en rad organiskt sammanhängande accompagnato-recitativ och dramtatiskt koncentrerade arior och körer. Med sparsamma orkestrala medel understöder han Ifigenias drömberättelse i första akten, där den ledsagande damkören kompletterar helheten. Efter Ifigenias gripande aria i offerscenen tänds offerskålarna och alla förenas i bön till sång och dans. Samma musik hade Gluck tidigare använt som inledningskör i Ifigenia i Aulis, och på så sätt knyts de båda operorna musikaliskt samman. Däri ligger inget ovanligt. Det var på Glucks tid, liksom under barocken, nära nog praxis att kompositörerna lånade av sig själva och andra.
Efter Ifigenia på Tauris skrev Gluck endast en opera till, Echo et Narcisse, som aldrig lyckats etablera sig på repertoaren. Ifigenia på Tauris hade sin premiär på Parisoperan den 18 maj 1779. Svensk premiär på det Gustavianska operahuset i Stockholm den 5 maj 1783 med svensk översättning av Adolf Fredrik Ristell.
Sagan om Ifigenia i den grekiska mytologin har utgjort underlag till operans text.

## Personer
| Roller                                                            | Stämma              | Rollbesättning vid den svenska premiären den 5 maj 1783 Dirigent: Francesco Uttini |
| ----------------------------------------------------------------- | ------------------- | ---------------------------------------------------------------------------------- |
| Iphigénie/Ifigenia, översteprästinna för Artemis tempel på Tauris | Sopran              | Elisabeth Olin                                                                     |
| Oreste/Orestes, hennes bror                                       | Tenor               | Carl Stenborg                                                                      |
| Pylade/Pylades, grekisk prins och Orestes vän                     | Tenor               | Kristofer Kristian Karsten                                                         |
| Thoas, skyternas kung                                             | Bas                 | Hans Björkman                                                                      |
| Diane/Artemis                                                     | Sopran              | Sofia Liljegren                                                                    |
| Två prästinnor                                                    | Sopraner            | M. Smedberg och J. Ekenberg                                                        |
| En tjänare i helgedomen                                           | Bas                 | C. G. Grönström                                                                    |
| En skyt                                                           | Basbaryton          | H. P. Wikbom                                                                       |
| Fyra prästinnor                                                   | 2 sopraner, 2 altar |                                                                                    |
| Greker, prästinnor, erinyer, skyter, Thoas vaktmanskap            | Kör                 |                                                                                    |
| Skyter, erinyer, Klytaimnestras skuggor                           | Balett              |                                                                                    |

## Handling

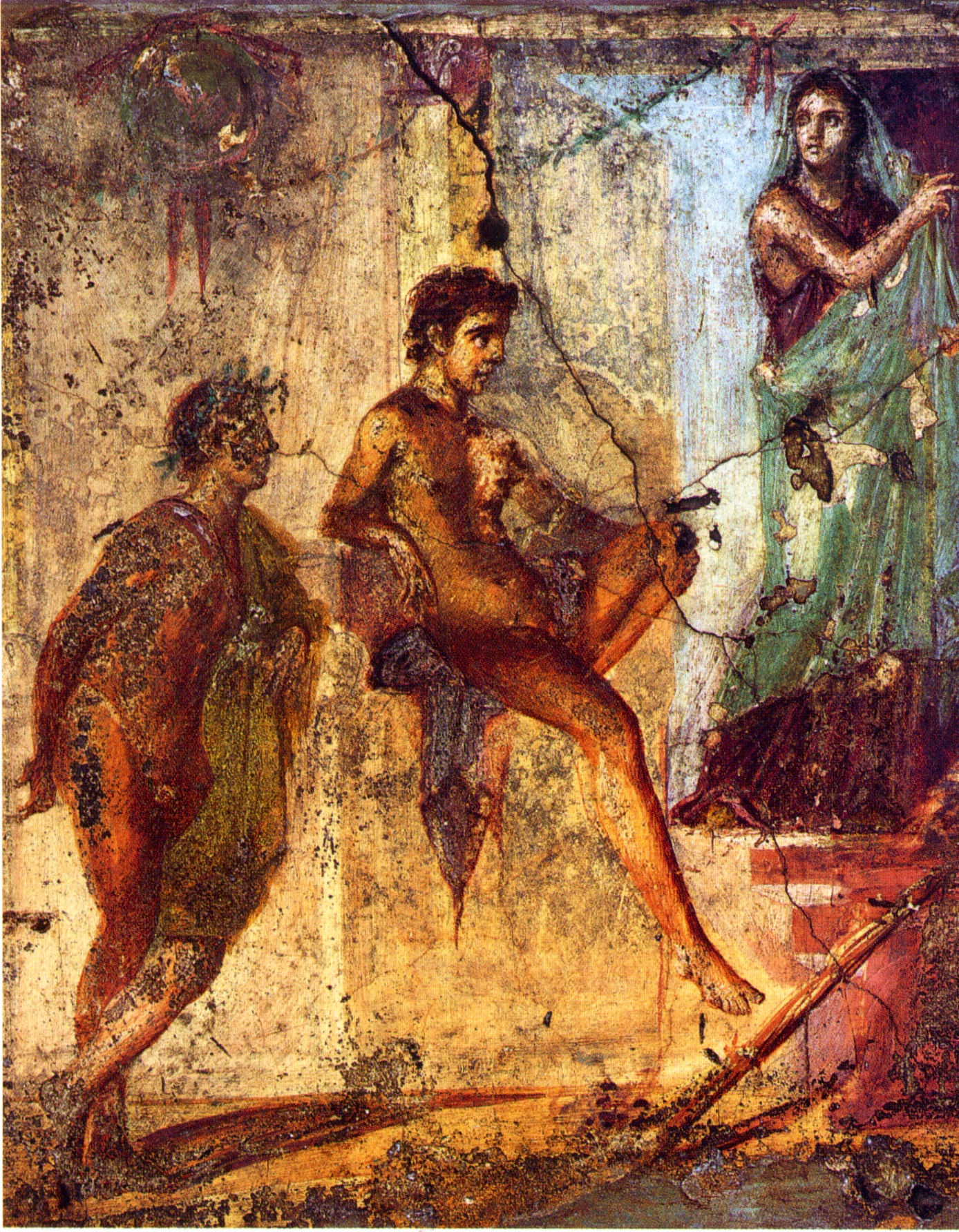
Pylades, Orestes och Ifigenia. Romersk fresk i Pompeji

Akt I
Ifigenia och hennes följe har at Artemis förts till Artemislunden på Tauris. Orkesterförspelet inleds med en idyllisk naturmålning som går över i en ovädersskildring. När ridån går upp rasar ett fruktansvärt oväder. Ifigenia och de andra prästinnorna kommer ut ur templet och åkallar skräckslaget gudarna. De tycks ha lyckats för stormen bedarrar. Nu  berättar Ifigenia för de andra om en dröm hon haft. Hon hade återvänt till sitt hemland och sett hur hennes mor  Klytaimnestra mördade hennes far Agamemnon. Då Ifigenia velat fly från dessa ohyggliga händelser hade hon hållits fast av sin bror Orestes som omedelbart därefter fallit ned död. På Tauris härskar skyternas kung Thoas som för att blidka gudarna fordrar att Ifigenia skall offra två greker, som just har strandat på kusten. Med skyternas vilda dans avslutas akten.
Akt II
De skeppsbrutna har förts till ett tempel där de avvaktar sitt dystra öde. Den ene är Ifigenias bror Orestes och den andre är hans vän Pylades. Orestes är bedrövad över att ha bragt vännen i denna olyckliga situation men Pylades tröstar honom i en aria, varpå han förs bort. När Orestes blivit ensam tror han sig vara förföljd av erinyerna och störtar till marken i vild upphetsning. Sedan han utmattad fallit i sömn visar sig Klytaimnestras blodiga vålnad bland erinyerna. Då Ifigenia kommer till templet med sina prästinnor fördriver de spöksynerna med sina facklor. Hon förhör Orestes utan att känna igen sin bror, och Orestes berättar om Agamemnons och Klytaimnestras hemska öde. Även sonen Orestes är död, säger han, endast systern Elektra lever. Orestes förs bort och prästerna håller andakt för de döda.
Akt III
Ifigenia beslutar rädda främlingen men han vill inte skiljas från Pylades. Till slut enas de om att Pylades skall fly och överbringa Ifigenias budskap till Elektra, samla ihop sitt folk och befria Orestes. Ifigenias uppgift blir att uppskjuta offerceremonin så länge som möjligt.
Akt IV
I Artemislunden förs Orestes i högtidlig procession till templet. Ifigenia skall själv utföra det blodiga offret. Djupt skakad sjunker Orestes ned på knä och viskar: "Så sjönk även du en gång på knä, min syster." Just då känner Ifigenia äntligen igen sin bror. Pylades flykt har uppdagats och Thoas kommer rusande med sina män in i templet där han vill döda både Orestes och Ifigenia, men i det ögonblicket kommer Pylades med sina män och slår ihjäl Thoas. Artemis uppenbarar sig och löser Orestes från erinyernas förbannelse och Ifigenia från hennes prästinnekall. De båda syskonen kan återvända till Mykene.

## Andra operaversioner
Se Ifigenia i Tauris.